# ادوارد ماداتیان
ادوارد ماداتیان (Էդուարդ Մադաթյան؛ زادهٔ ۱۱ دسامبر ۱۹۵۲) یک سیاست‌مدار اهل ارمنستان است که از تاریخ مه ۲۰۰۰ تا تاریخ ژانویه ۲۰۰۱ در دولت آندرانیک مارگاریان سمت وزیر ترابری و ارتباطات ارمنستان را برعهده داشت. ماداتیان همچنین نماینده دوره دوم مجلس ملی جمهوری ارمنستان بوده‌است.

## زندگی‌نامه
در ۱۱ دسامبر ۱۹۵۲ در ایروان به دنیا آمد .